# Bucklandiella lawtonae
Bucklandiella lawtonae là một loài Rêu trong họ Grimmiaceae. Loài này được (Ireland) Bednarek-Ochyra & Ochyra mô tả khoa học đầu tiên năm 2003.